# Márcio Vieira de Vasconcelos
Márcio Vieira de Vasconcelos, (Marco de Canaveses, 10 de outubro de 1984) é um futebolista português naturalizado andorrano, que joga na posição de meio de campo.
Atualmente defende o AD Marco 09, do Campeonato de Portugal. 
Já defendeu a Seleção Andorrana de Futebol 122 vezes e marcou 2 golos.

## Carreira

### FC Marco(2002-2006)
Márcio começou a carreira no Futebol Clube do Marco, clube de sua cidade. O jogador fez 17 partidas e fez 1 golo, ajudando a equipa marcoense com um 4º lugar na 2º Liga 2004/2005. 

### Eivissa(2006-2007)
Na sua primeira experiência no estrangeiro, Márcio fez uma passagem apagada no Elvissa, clube de Ibiza, com 14 jogos.

### CD Teruel(2007-2008)
Após uma temporada no Elvissa, Márcio Vieira transferiu-se para o CD Teruel, mas acabava por fazer uma época quase igual á anterior, com 31 jogos e 1 golo.

### Atlético Monzón(2008-2023)
Após 2 passagens apagadas, o jogador transferiu-se para o Atlético Monzón, onde ficaria 15 anos e se tornaria numa lenda do clube. Fez 247 jogos e marcou 36 golos. Márcio era capitão, treinador e coordenador das camadas jovens do clube espanhol.

### AD Marco 09(2023-...)
Após 17 anos no estrangeiro, Márcio decidiu voltar á sua terra, ao clube da sua cidade. Voltou num momento em que o clube regressaria aos nacionais 16 anos depois, para ajudar o clube ainda mais. Até ao momento, o jogador fez 2 jogos.